# Xbox One
Xbox One е серия от игрални конзоли от осмо поколение, разработвани от Microsoft. Те наследяват Xbox 360. Оригиналният Xbox One излезе на 22 ноември 2013 г. близо месец по-късно от PlayStation 4.
Оригиналният модел Xbox One е заменен от Xbox One S през 2016 г., който има по-малък корпус и поддръжка за HDR10 видео, както и поддръжка на 4K видео възпроизвеждане и скалиране на игрите от 1080p до 4K. Той е похвален от критиците за по-малкия си размер, визуалните подобрения на екрана и липсата на външно захранване, но бяха отбелязани и неговите негативи, като липсата на вграден Kinect порт. Моделът от висок клас Xbox One X, беше представен през юни 2017 г. и беше пуснат в продажба през ноември. Той разполага с подобрени хардуерни характеристики и поддръжка за игри с 4K резолюция.

## Хардуер и аксесоари

### Дизайн
Оригиналната кутия на Xbox One се състои от двуцветно „течно черно“ покритие – половината от кутията е в матово сиво, а другата в гланцово черно. Матовата страна на горната част на конзолата има голям вентилационен отвор. LED кръгът на Xbox 360 е заменен със светещо лого, което служи и като бутон за включване. Поради системата за вентилация на конзолата, оригиналният Xbox One е проектиран да седи само хоризонтално.
Xbox One S използва обновен вариант на този дизайн, с кутия, която с 40% по-малък размер спрямо оригиналния Xbox One и поддържа вертикална ориентация със стойка. USB портовете са преместени на предната част на конзолата. Захранването е вградено в корпуса на конзолата и се свързва директно с електрическата мрежа.

### Хардуер
Xbox One е оборудвана с AMD „Jaguar“ APU с два четириядрени модула и общо осем x86-64 ядра, всяко с тактова честота 1.75 GHz. Конзолата притежава 8 GB RAM памет със скорост 68.3 GB/s. От тях 3 GB са резервирани за операционната система, което оставя 5 GB за игри.
Оригиналният Xbox One от 2013 г. поддържа 1080p и 720p резолюции. Поддържа 7.1 съраунд звук, както и Dolby Atmos и DTS X.
Конзолата поддържа гигабитови и безжични мрежи.
Xbox One S от 2016 г. поддържа и 2160p резолюция (4К), както и HDR.

### Аксесоари
Контролерът е променен, промените засягат новия D-Pad, мястото за батерията, спусъците в задната му част, както и вибрационната система, а свързването с конзолата ще се осъществява безжично. В предната част на корпуса е разположен един IR сензор, за да работи с Kinect 2.0. Новият сензор Kinect 2.0 ще бъде включен към всяка конзола. Идва с вградена камера 1080p, която ще може да чете данни до 2GB в секунда. Това означава, че движенията ще бъдат разпознавани по-бързо и с по-голяма точност.

## Софтуер
Първоначално менюто използва оформление, подобно на Стартовия екран на Windows 8, с хоризонтално превъртане и интерфейс базиран на плочки. През ноември 2015 г. Xbox One получава софтуерен ъпдейт, който добавя много нови функции и нов потребителски интерфейс, известен като New Xbox One Experience.
Потребителският интерфейс е обновен отново през април 2017 г.
Телефон или компютър може да се свърже към Xbox One с приложението Xbox Smart Glass, или чрез приложението Xbox, достъпно за Windows 10.

## Игри
Достъпни са игри от поредиците Forza, FIFA, NBA, GTA, Titanfall, Halo, Call of Duty, Battlefield, Watchdogs, Zoo Tycoon, Assassin's Creed, Need for Speed, Far Cry, Fallout, Hitman и много други.
Някои от игрите за Xbox 360 са достъпни и за Xbox One.